# Kingdoms of Amalur: Reckoning
Kingdoms of Amalur: Reckoning – komputerowa gra fabularna wyprodukowana przez 38 Studios i Big Huge Games, a wydana przez Electronic Arts na platformy Microsoft Windows, PlayStation 3 i Xbox 360. Tytuł miał premierę 7 lutego 2012 roku w Ameryce Północnej i 9 lutego 2012 roku w Europie.
Projektantem gry był Ken Rolston, scenariusz produkcji napisał R.A. Salvatore, Todd McFarlane zaprojektował oprawę graficzną, a Grant Kirkhope skomponował ścieżkę dźwiękową. Pierwsza publiczna prezentacja gry odbyła się 11 marca 2011 roku na targach Penny Arcade Expo East 2011.
Gra uzyskała pozytywne przyjęcie krytyki, jednak nie osiągnęła komercyjnego sukcesu, w związku z czym studia Big Huge Games i 38 Studios zostały zamknięte.
W 2018 roku THQ Nordic wykupiło prawa do gry.

## Zawartość do pobrania

### The Legend of Dead Kel
20 marca 2012 ukazał się dodatek DLC do gry, który dodaje wyspę Gallows End zamieszkaną m.in. przez piratów.

### Teeth of Naros
Drugi dodatek DLC zatytułowany Teeth of Naros został wydany 17 kwietnia 2012. Dodał do gry nową rasę gigantów i latające miasto Idylla.